# 水准尺

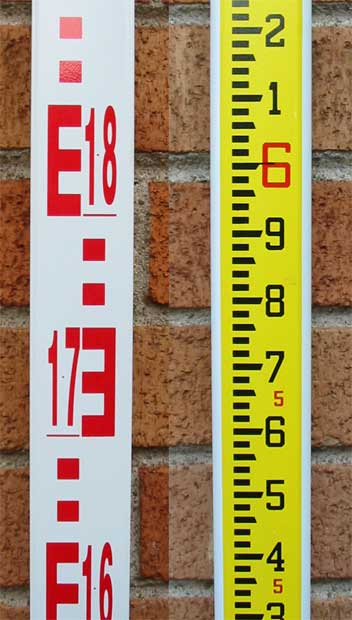
現代測量員水準尺的兩側。公制刻度在左側，英制刻度在右側。

水准尺是一种标有刻度的木质或铝质尺子，与水准仪配合使用，用于确定不同的高程。一般长约3~4米，按其构造不同可分为折尺、塔尺、直尺等数种。尺面每隔1厘米涂有黑白或红白相间的分格，每分米有数字注记。为倒像望远镜观测方便起见，注字常倒写。

## 讀桿
在右側的照片中，可以看到公制（左）和英制（右）水準尺。這是一根雙面鋁棒，塗層為白色，帶有對比色的標記。帝國一側的背景為亮黃色。
公制尺具有以公尺和十分之一公尺為單位的大數字刻度（例如 18 代表 1.8 公尺 - 數字之間有一個小的小數點）。主要標記之間要么是不同顏色的方塊和空格圖案，要么是E形（或其鏡像），其中包含水平部分和大小相等的空格。圖案的兩個部分中，方塊、線條或空間的高度都剛好為一公分。當透過儀器的望遠鏡觀察時，觀察者可以直觀地將 1 公分的標記插入到其高度的十分之一，從而得到以毫米為單位的精度讀數。通常讀數以毫米精度記錄。在魚竿的這一側，標記的顏色隨著長度的增加而交替呈現紅色和黑色。
英制刻度以英尺（大紅色數字）、十分之一英尺（小黑色數字）和百分之一英尺（無數字標記或標記之間的空格）為單位。十分之一英尺點由長標記的頂部和向上傾斜的一端表示。十分之一英尺標記之間的中點由中等長度的黑色標記的底部表示，該標記具有向下傾斜的末端。每個標記或空間約為 3 毫米，其精度與公制尺大致相同。

### 書籍
- Raymond Davis, Francis Foote, Joe Kelly, Surveying, Theory and Practice, McGraw-Hill Book Company, 1966 LC 64-66263

## 外部連結
- Levelling rods （页面存档备份，存于）